# Patoka (Baja Silesia)
Patoka es una localidad del distrito de Bolesławiec, en el voivodato de Baja Silesia (Polonia). Se encuentra en el suroeste del país, dentro del término municipal de Gromadka, a unos 5 km al este de la localidad homónima y sede del gobierno municipal, a unos 21 al nordeste de Bolesławiec, la capital del distrito, y a unos 89 al oeste de Breslavia, la capital del voivodato. En 2011, según el censo realizado por la Oficina Central de Estadística polaca, su población era de 128 habitantes. Patoka perteneció a Alemania hasta 1945.